# Montech
Montech [mɔ̃tɛʃ] ist eine französische Gemeinde mit 6657 Einwohnern (Stand 1. Januar 2022) an der Garonne im Département Tarn-et-Garonne in der Region Okzitanien. Sie ist Hauptort des gleichnamigen Kantons im Arrondissement Montauban.
Bekannt ist der Ort durch eine rare technische Sehenswürdigkeit, das Wasserkeilhebewerk Montech, das 2009 stillgelegt und 2021 um ein Museum ergänzt wurde.

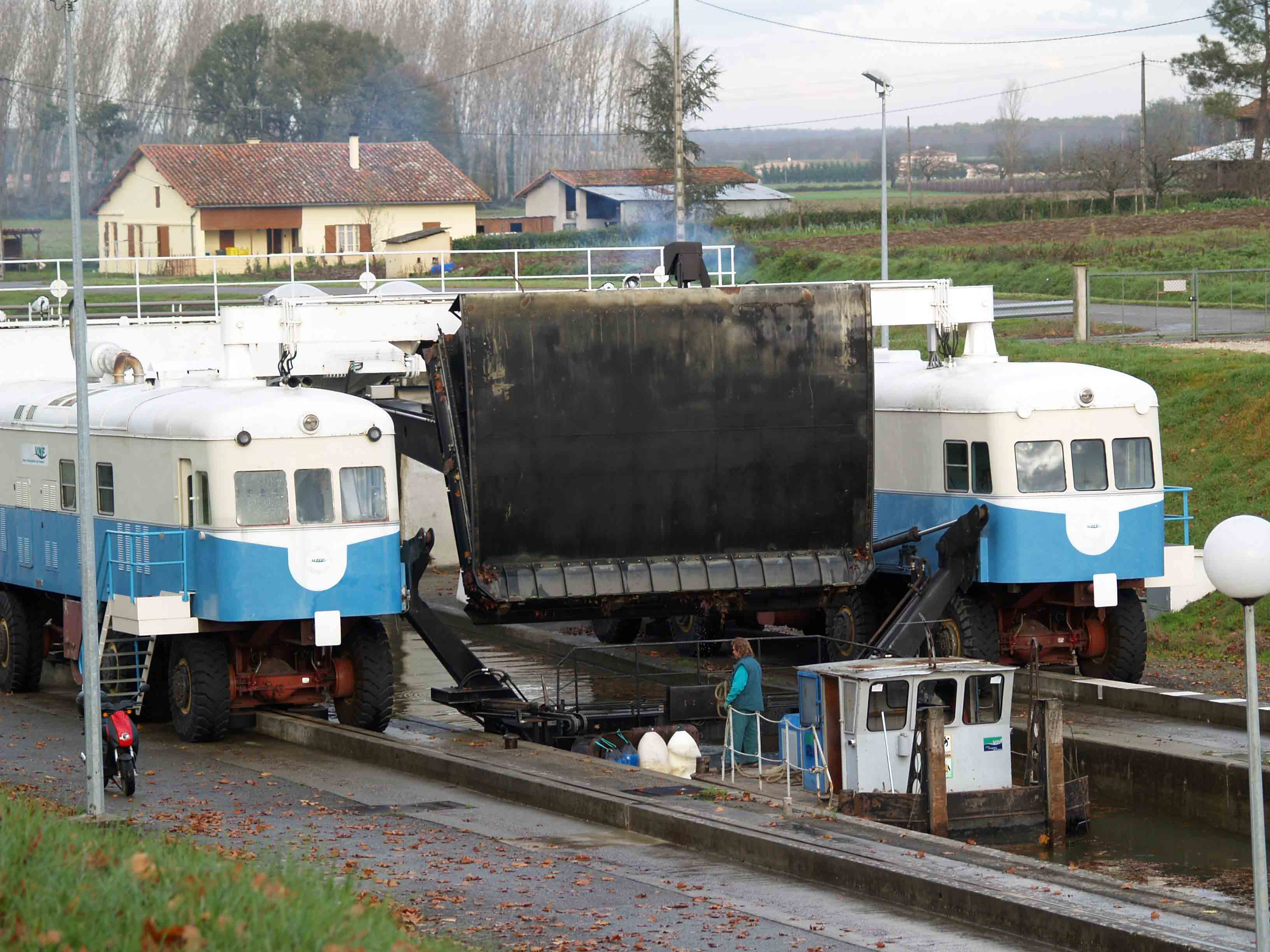
Wasserkeilhebewerk in Betrieb (2006)

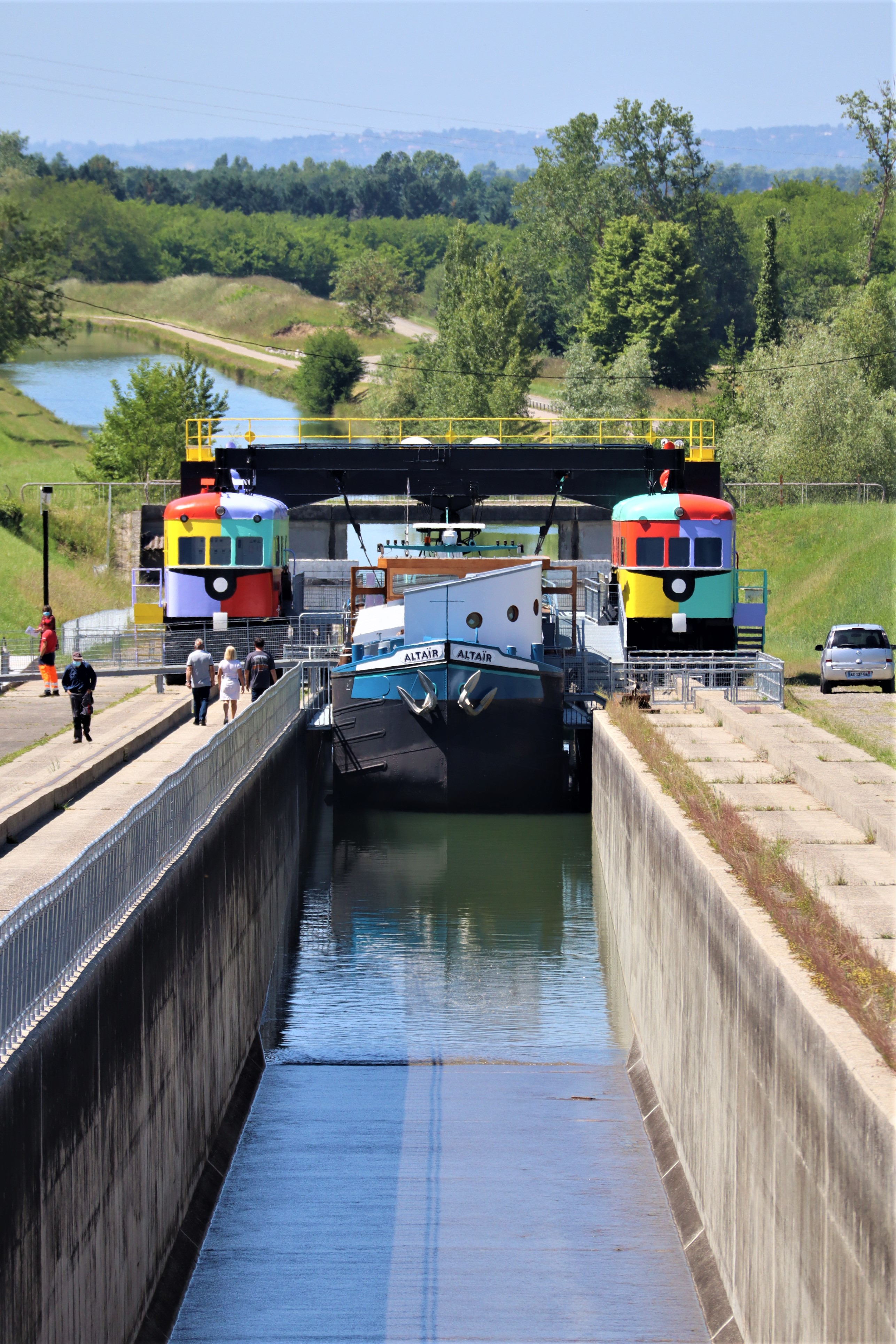
Wasserkeilhebewerk als technisches Denkmal (2021)

## Demografie
Montech kann seit den 1960er-Jahren einen steten Bevölkerungszuwachs verzeichnen. Seit 1962 ist die Einwohnerzahl um 29,3 % angestiegen.
| 1962 | 1968 | 1975 | 1982 | 1990 | 1999 | 2006 | 2017 |
| 2467 | 2538 | 2596 | 2775 | 3091 | 3491 | 4863 | 6349 |

## Verkehr
Montech liegt an der ehemaligen Nationalstraße N 128, die 1973 zur Departementsstraße D 928 abgestuft wurde. Den östlichen Rand des Gemeindegebiets tangiert die Autobahn A 62 als Teil der Autoroute des Deux Mers. Die nächste Autobahn-Anschlussstelle ist Bressols-Moulis an der nahen Autobahn A 20.
Der Canal latéral à la Garonne (Garonne-Seitenkanal) bildet die Verlängerung des Canal du Midi westlich von Toulouse. Beide Kanäle zusammen erlauben eine schiffbare Verbindung zwischen dem Mittelmeer, bei Sète, und dem Atlantik, bei Bordeaux. In der Gemeinde Montech überwindet er über sechs Schleusen einen Höhenunterschied von 15,66 Meter. Aus der Haltung zwischen den Schleusen Lavache (Nr. 10) und Montech (Nr. 11) zweigt der Canal de Montech als Stichkanal nach Montauban ab. Hier entspringt auch das Flüsschen Rafié und entwässert zu Garonne.
An der meterspurigen Eisenbahnstrecke Montauban–Verdun-sur-Garonne der Tramways de Tarn-et-Garonne hatte Montech einen Bahnhof. Die mit Dampfzügen betriebene Bahn wurde in diesem Abschnitt 1917 eröffnet und 1934 stillgelegt. Der nächste Bahnhof ist, rund 5 Kilometer von der Ortsmitte entfernt, Montbartier an der Bahnstrecke Bordeaux–Sète.

## Persönlichkeiten
- Bruno Basini (* 1933), Autorennfahrer

## Baudenkmäler
- Kirche Notre-Dame-de-la-Visitation
- Kirche Notre-Dame de la Feuillade
- Taubenturm von Saint-Cyr (Colombier de Saint-Cyr) aus dem 18. Jahrhundert
- Wasserkeil-Schiffshebewerk im Zuge des Canal latéral à la Garonne
- Kiosque à musique

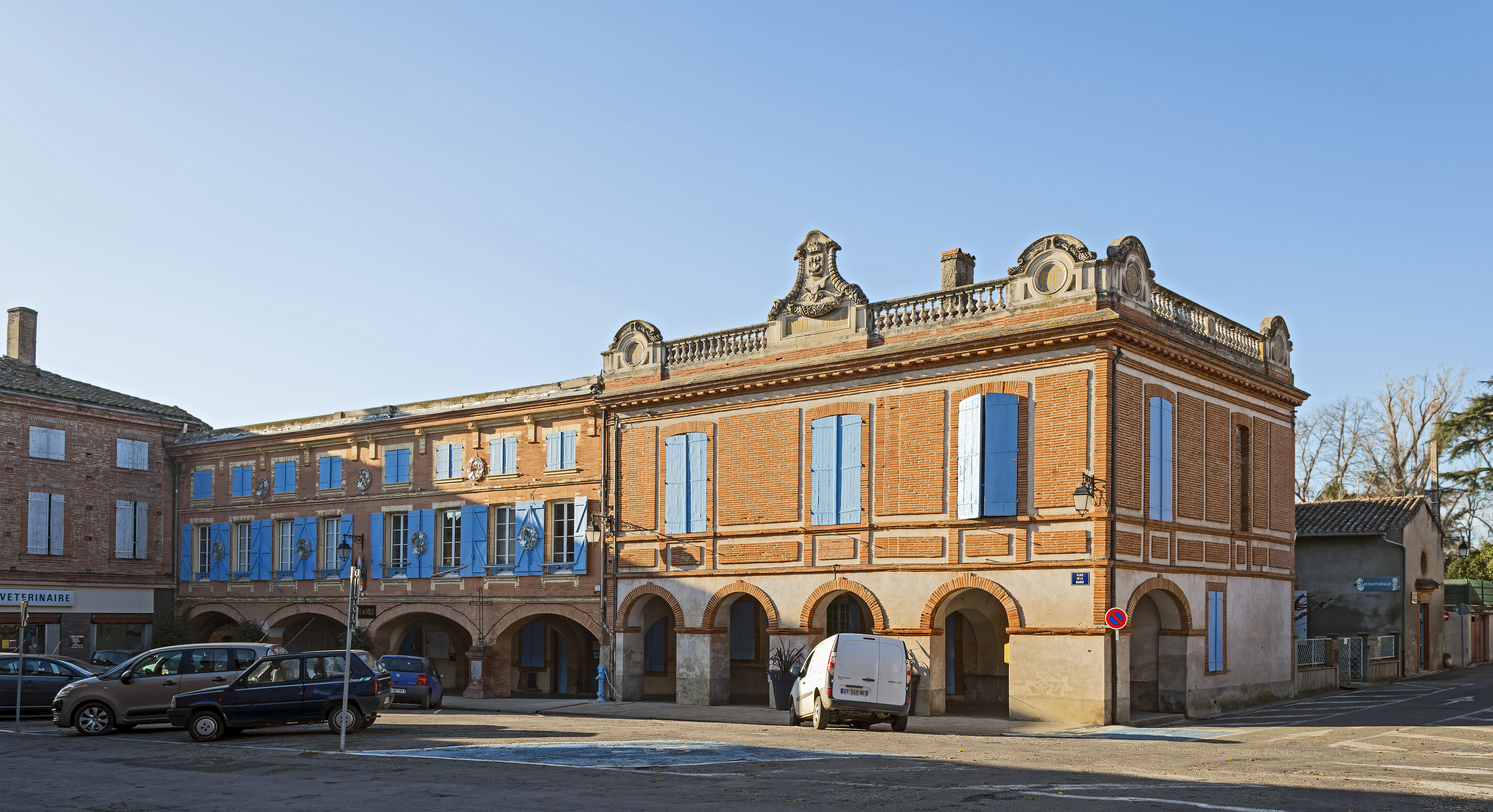
Rathaus (Hôtel de ville)
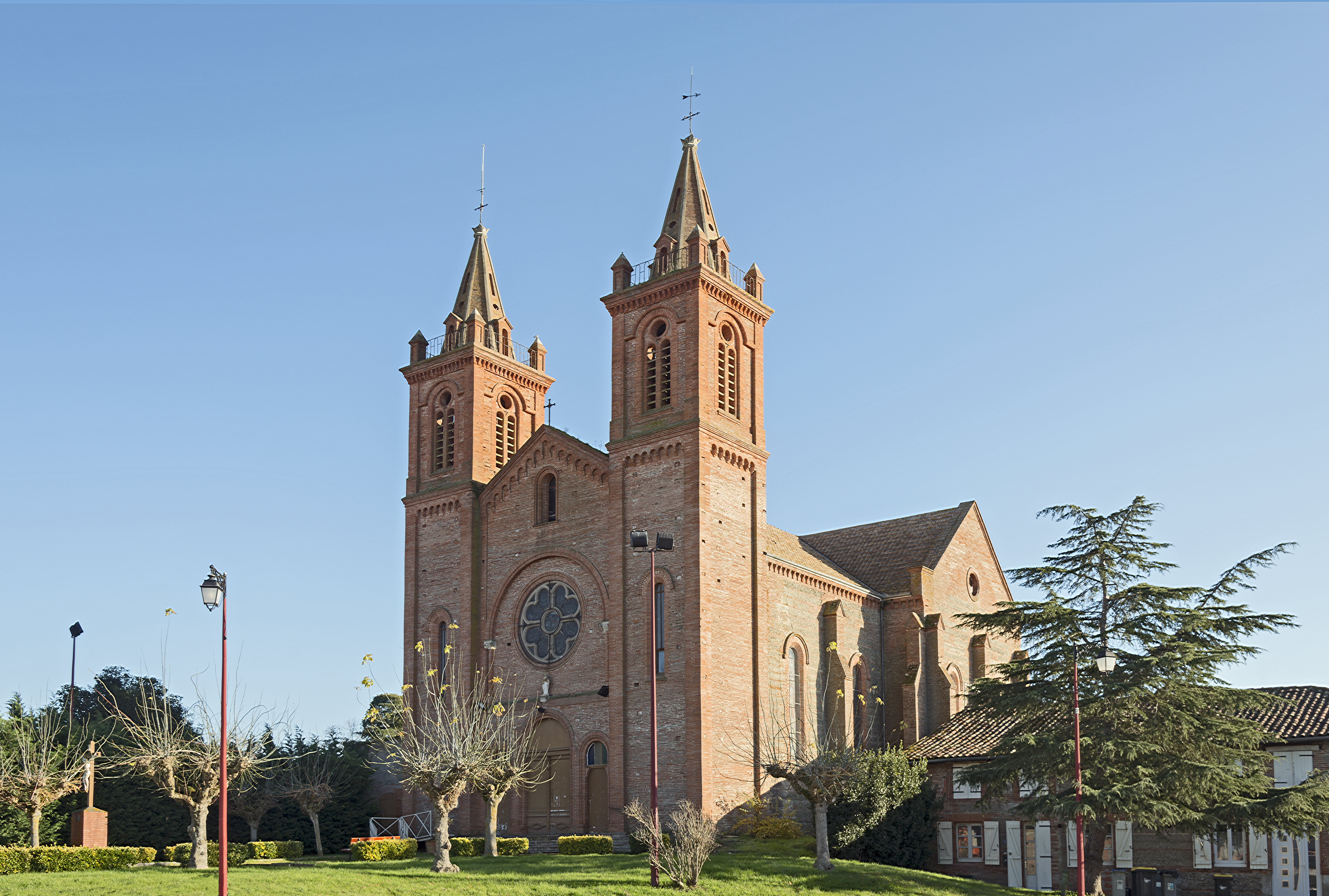
Kirche Notre-Dame de la Feuillade
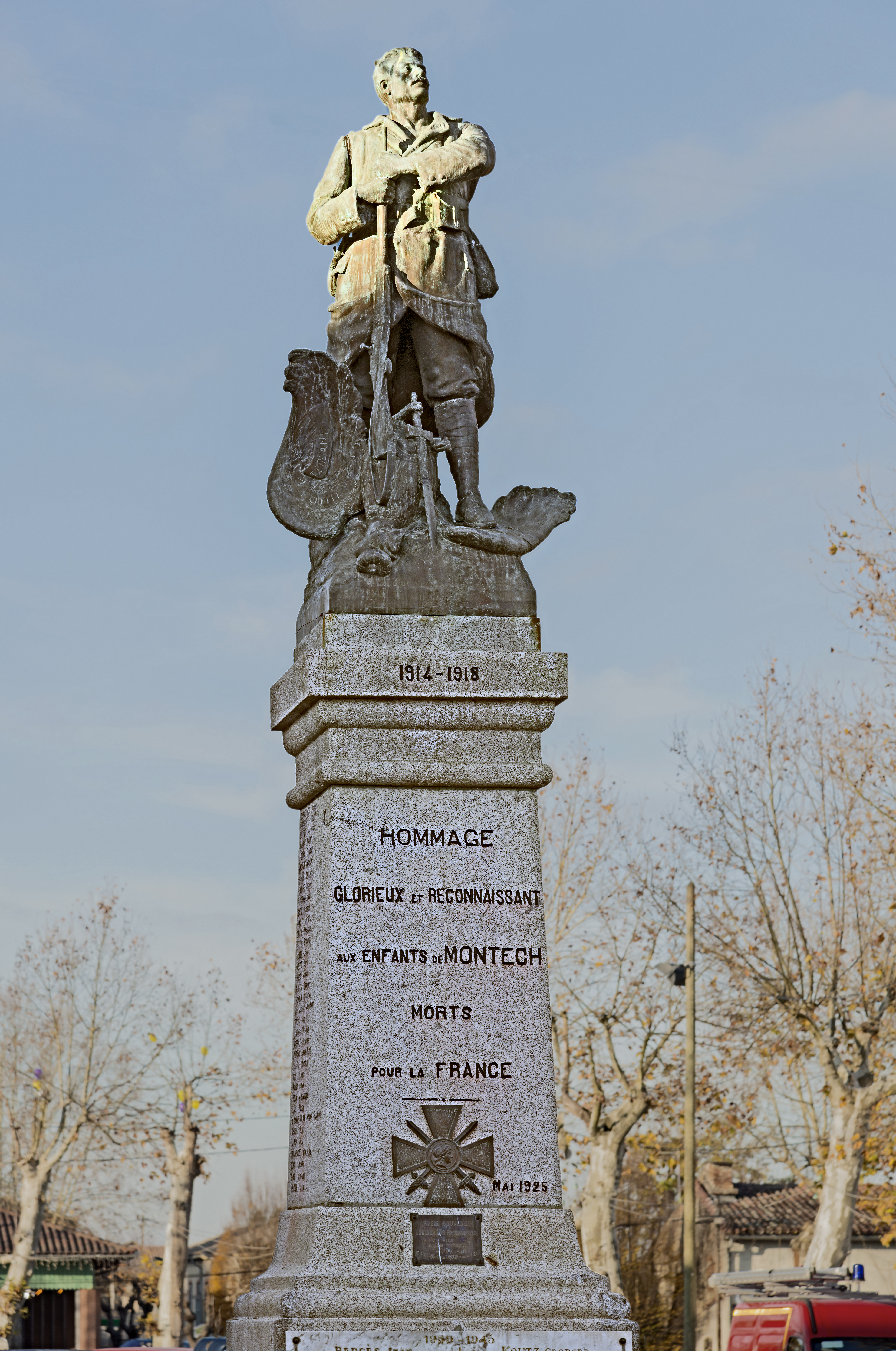
Kriegerdenkmal
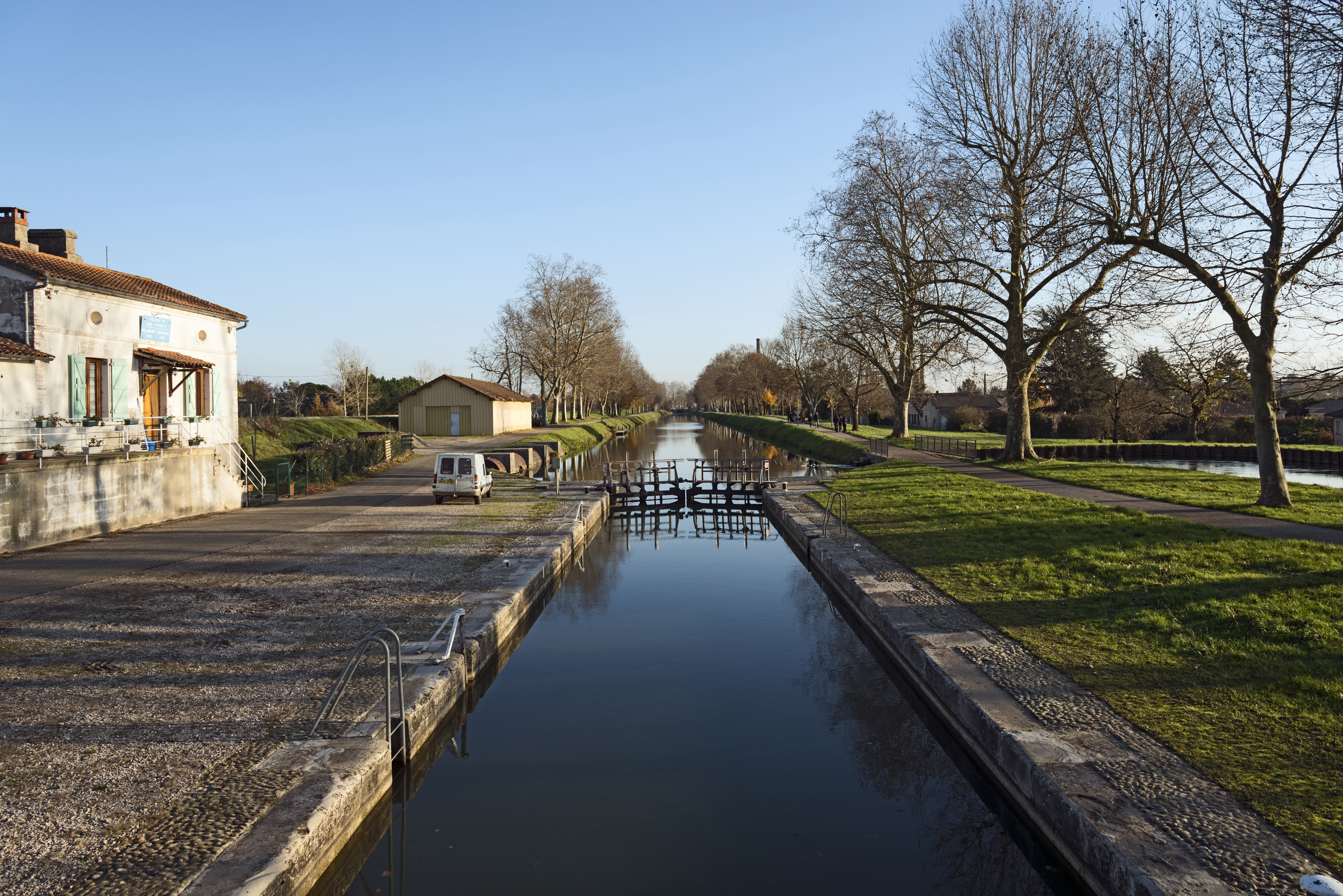
Schleuse 12 (Peyrets), im Hintergrund die Schleuse 11 (Montech)
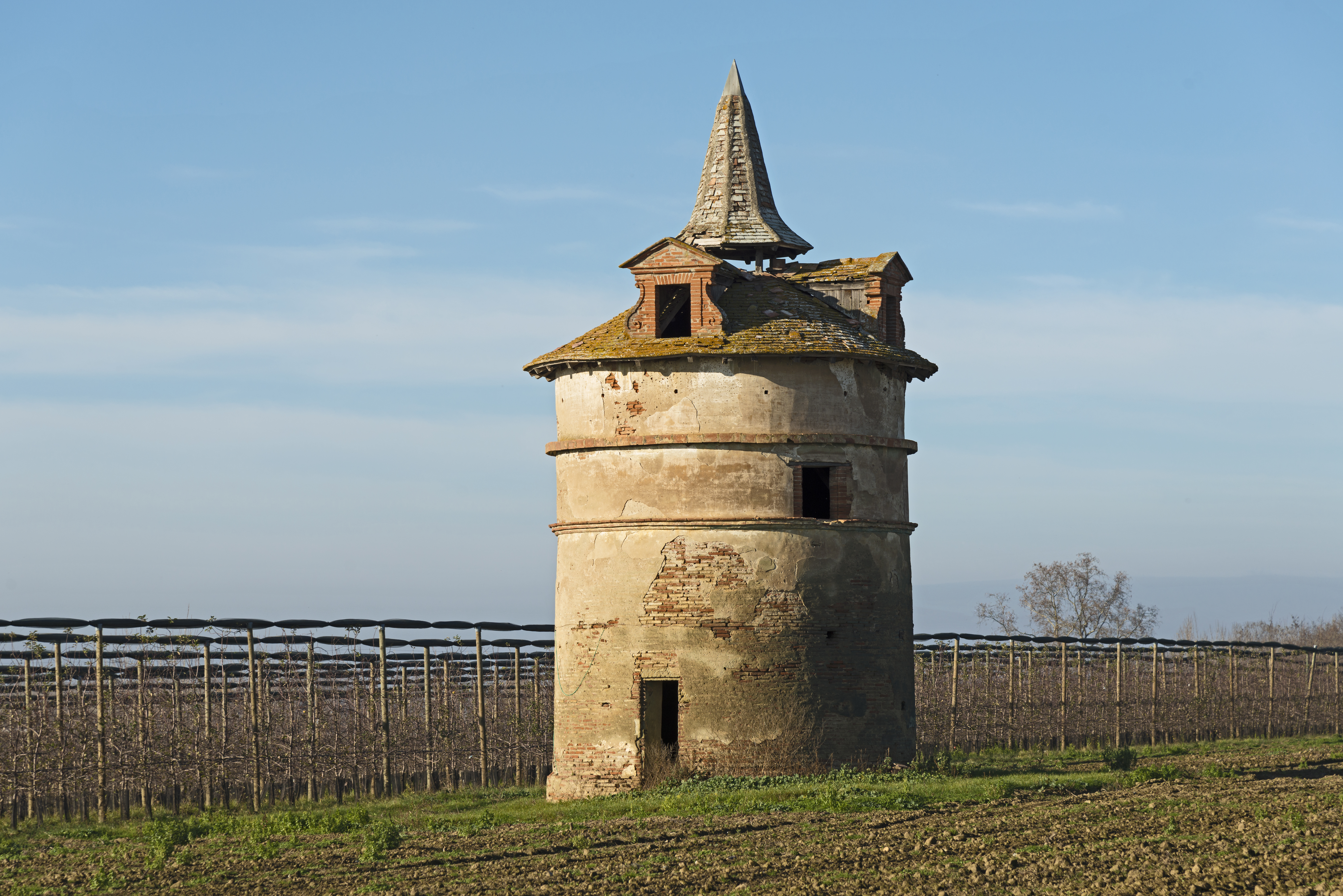
Taubenturm von Saint-Cyr